# Cratere Katya
Katya  è un cratere sulla superficie di Venere.